# Akymichneumon rufipes
Akymichneumon rufipes är en stekelart som först beskrevs av Cameron 1906.  Akymichneumon rufipes ingår i släktet Akymichneumon och familjen brokparasitsteklar. Inga underarter finns listade i Catalogue of Life.